# Opius confundens
Opius confundens är en stekelart som beskrevs av Fischer 1964. Opius confundens ingår i släktet Opius och familjen bracksteklar. Inga underarter finns listade i Catalogue of Life.